# Свети Урош (Феризово)
„Свети Урош“ (на сръбски: Саборна црква Светог Цара Уроша) е православна църква в град Феризово (Урошевац), Косово. Част е от Рашко-Призренската епархия на Сръбската православна църква.

## История
В 1926 година Йосиф Михайлович и Глигорие Томич правят архитектурния проект за църквата. Храмът е граден от 1929 до 1933 година.
В 1999 година църквата е плячкосана, а конаците до нея запалени. На 17 март 2004 година църквата е плячкосана отново.

## Архитектура
В архитектурно отношение е петокуполна църква с монументални размери, вдъхновена от манастира Грачаница. Сред иконите е и тази на Света Троица, дело на Йосиф Радев от Лазарополе от 1896 година. Църквата има няколко камбани, дарени от жените на Крагуевац в 1912 година. Иконостасът е дърворезбован от XIX век, дар от крал Александър Караджорджевич. Автори на иконостасната декорация са Янко Кузманов от Галичник и Виктория Пузанова (1893–1967). От 1932 до 1936 година Кузманов изписва и живописта в храма.